# Vic-des-Prés
Vic-des-Prés és un municipi francès, situat al departament de la Costa d'Or i a la regió de Borgonya - Franc Comtat. L'any 2007 tenia 96 habitants.

## Demografia

### Població
El 2007 la població de fet de Vic-des-Prés era de 96 persones. Hi havia 44 famílies, de les quals 16 eren unipersonals (12 homes vivint sols i 4 dones vivint soles), 8 parelles sense fills i 20 parelles amb fills.
La població ha evolucionat segons el següent gràfic:
Habitants censats

### Habitatges
El 2007 hi havia 61 habitatges, 42 eren l'habitatge principal de la família, 8 eren segones residències i 11 estaven desocupats. 59 eren cases i 1 era un apartament. Dels 42 habitatges principals, 36 estaven ocupats pels seus propietaris i 6 estaven llogats i ocupats pels llogaters; 5 tenien dues cambres, 12 en tenien tres, 7 en tenien quatre i 18 en tenien cinc o més. 31 habitatges disposaven pel capbaix d'una plaça de pàrquing. A 18 habitatges hi havia un automòbil i a 20 n'hi havia dos o més.

### Piràmide de població
La piràmide de població per edats i sexe el 2009 era:
| Homes | Edats   | Dones |
| ----- | ------- | ----- |
| 0     | 95 o +  | 0     |
| 0     | 90 a 94 | 4     |
| 0     | 85 a 89 | 0     |
| 4     | 80 a 84 | 4     |
| 0     | 75 a 79 | 4     |
| 0     | 70 a 74 | 4     |
| 0     | 65 a 69 | 4     |
| 4     | 60 a 64 | 0     |
| 0     | 55 a 59 | 0     |
| 4     | 50 a 54 | 0     |
| 8     | 45 a 49 | 4     |
| 0     | 40 a 44 | 8     |
| 8     | 35 a 39 | 4     |
| 0     | 30 a 34 | 0     |
| 0     | 25 a 29 | 0     |
| 0     | 20 a 24 | 0     |
| 0     | 15 a 19 | 4     |
| 4     | 10 a 14 | 4     |
| 0     | 5 a 9   | 0     |
| 0     | 0 a 4   | 8     |

## Economia
El 2007 la població en edat de treballar era de 58 persones, 46 eren actives i 12 eren inactives. De les 46 persones actives 45 estaven ocupades (23 homes i 22 dones) i 1 aturada (1 home). De les 12 persones inactives 7 estaven jubilades, 1 estava estudiant i 4 estaven classificades com a «altres inactius».
Activitats econòmiques
Dels 4 establiments que hi havia el 2007, 2 eren d'empreses de comerç i reparació d'automòbils, 1 d'una empresa immobiliària i 1 d'una empresa de serveis.
L'any 2000 a Vic-des-Prés hi havia 6 explotacions agrícoles que ocupaven un total de 744 hectàrees.

## Poblacions més properes
El següent diagrama mostra les poblacions més properes.